# Пам'ятка історії
Па́м'ятка істо́рії — один із різновидів пам'яток культури, визначні місця, пов'язані з важливими історичними подіями, з життям та діяльністю відомих осіб, культурою та побутом народів:
- будинки, споруди, їх комплекси.
- окремі поховання та некрополі, місця масових поховань померлих та померлих (загиблих) військовослужбовців (у тому числі іноземців), які загинули у війнах, внаслідок депортації та політичних репресій на території України,
- місця бойових дій, місця загибелі бойових кораблів, морських та річкових суден, у тому числі із залишками бойової техніки, озброєння, амуніції тощо[1]. Як і інші типи пам'яток, пам'ятка містобудування може отримати статус національного або місцевого значення.

Державний реєстр нерухомих пам'яток України нараховує близько 56 тис. об'єктів історичної спадщини, окремі з них одночасно є пам'ятками архітектури або пам'ятками містобудування.
У різних країнах існує своя класифікація історичних пам'яток:
- Білорусь: Історико-культурна цінність (біл. Гісторика-культурна каштоўнасць).
- Польща: Пам'ятка історії — охоронний статус пам'ятки.
- США: Національний історичний пам'ятник (англ. National Historic Landmark).
- Франція: Історична пам'ятка (фр. Monument historique).